# Спасько-Михайлівка
Спа́сько-Миха́йлівка — село Новодонецької селищної громади Краматорського району Донецької області, України. Населення становить 1112 осіб.
Економічний розвиток: ТОВ «Маяк», фермерські господарства «Світлана», «Сигма», «Луч» (тобто, промінь), «Луг» (сільське господарство).
Соціальна сфера: загальноосвітня школа. дитячий садок, медична амбулаторія, сільський клуб із бібліотекою і музейною кімнатою. Функціонують церкви Архангела Михаїла (Київський патріархат) та Преподобного Сергія Раданезького (Московський патріархат). На території Спасько-Михайлівської сільської ради є меморіальний комплекс загиблим в роки Другої Світової війни.
Відстані до найближчих станцій: Легендарна — 18 км, Добропілля — 22 км; до найближчих станцій із пасажирським залізничним сполученням: Покровськ — 48 км, Гаврилівка — 49 км.
Через село ходить автобус Краматорськ — Знаменівка — Новодонецьке, 1 пара рейсів на добу.

## Історія
- 1831 — на плані генерального межування Бахмутського повіту вказані безіменні хутори по річці Гнилуша на місці центру сучасного села Спасько-Михайлівка та західної її околиці. Згодом вони отримали назви, відповідно, Спасько-Михайлівка та Сергіївка[3][4].
- 1854 — в «Списку населених місць Катеринославської губернії» на річці Гнилуша зазначені: власницьке сільце Спасько-Михайлівка (Мар'їнська) — 38 дворів, 131 житель, 1 завод (імовірно, млин); власницьке село Сергіївка — 14 дворів, 110 жителів[4][5].
- 1900 — власниця маєтку Спасько-Михайлівка Е. Ф. Платонова клопоче про будівництво залізниці Гришине (Покровськ) — Гаврилівка для «оживлення Штепинского родовища» кам'яного вугілля в районі Святогорівки. Клопотання відхилено через недостатню вивченість північної частини так званого «Гришинського вугленосного району»[6].
- 1908 — У Спасько-Михайлівці проживали 563 особи (57 дворів), у Сергіївці — 375 осіб (47 дворів)[7]. Згідно із «Довідковою книгою Катеринославської єпархії», жителі Спасько-Михайлівки були парафіянами церкви Успіння Пресвятої Богородиці (с. Святогорівка, 12 верст), жителі Сергіївки були парафіянами церкви Святого Андрія Критського (с. Мирна Долина)[8]. На карті землемера М.Грінера вказана дюблююча назва Спасько-Михайлівки — Шахова[9].
- 1909 — у власності громади Спасько-Михайлівки знаходилося 366 десятин зручної (тобто, придатної до сільського господарства) і 20,8 десятин незручної землі. Мешканці Сергіївки володіли 175 десятинами зручної, 6,9 десятинами незручної та 576 десятинами придбаної землі[7].
- 1913 — проєкт залізничної під'їзної гілки від роз'їзду Мерцалове на Золотий Колодязь і до ділянки вугільного родовища на правому березі Гнилуші. На рівні Міністерства шляхів сполучення Російської імперії проєкт було відхилено через недостатню вивченість даної ділянки родовища[10].
- 1924 — Гришинська розвідувальна партія (завідувач — А. П. Сергєєв) геолого-розвідувального відділення Донвугілля провела розвідку бурінням на річці Гнилуша біля села Спасько-Михайлівське. Знайдено 3 пласти вугілля потужністю 1,4 м (в тому числі прошарок породи 0,3 м), 0,84 м і 0,74 м[11].
- 1926 — в Олександрівському районі Артемівської округи Донецької губернії в межах сучасного села Спасько-Михайлівка значилися: на лівому березі Гнилуші — села Спасько-Михайлівка (центр сільради) і Сергіївка (Червоний Городок), хутір Ново-Томаківка; на правому березі Гнилуші — хутори Весело-Сергіївський, Весело-Любівка, Веселе Поле, Ново-Михайлівка[12][13].
- 1937 — на правому березі Гнилуші на мапі Генштабу СРСР вказані: Сергіївка (54 двори, млин), Спасько-Михайлівка (92 двори), Ново-Курицине (25 дворів); на правому березі Гнилуші вказані: Весело-Сергіївка (34 двори), Веселе Поле (11 дворів)[14].
- 1942 — кінець січня — початок лютого — запеклі бої в районі Спасько-Михайлівки, із оточення виходили частини 5-го кавалерійського корпусу (А. А. Гречко)[15]. Одне із безвісних поховань радянських солдатів, пов'язане із тими боями, було знайдене пошуковцями у 2014 році[16].
- 1957 — Шостаківська автоколона організує щоденне автобусне сполучення Олександрівка — Петровка-II — Добропілля, 1 пара авторейсів на добу[17].